# كوستارد

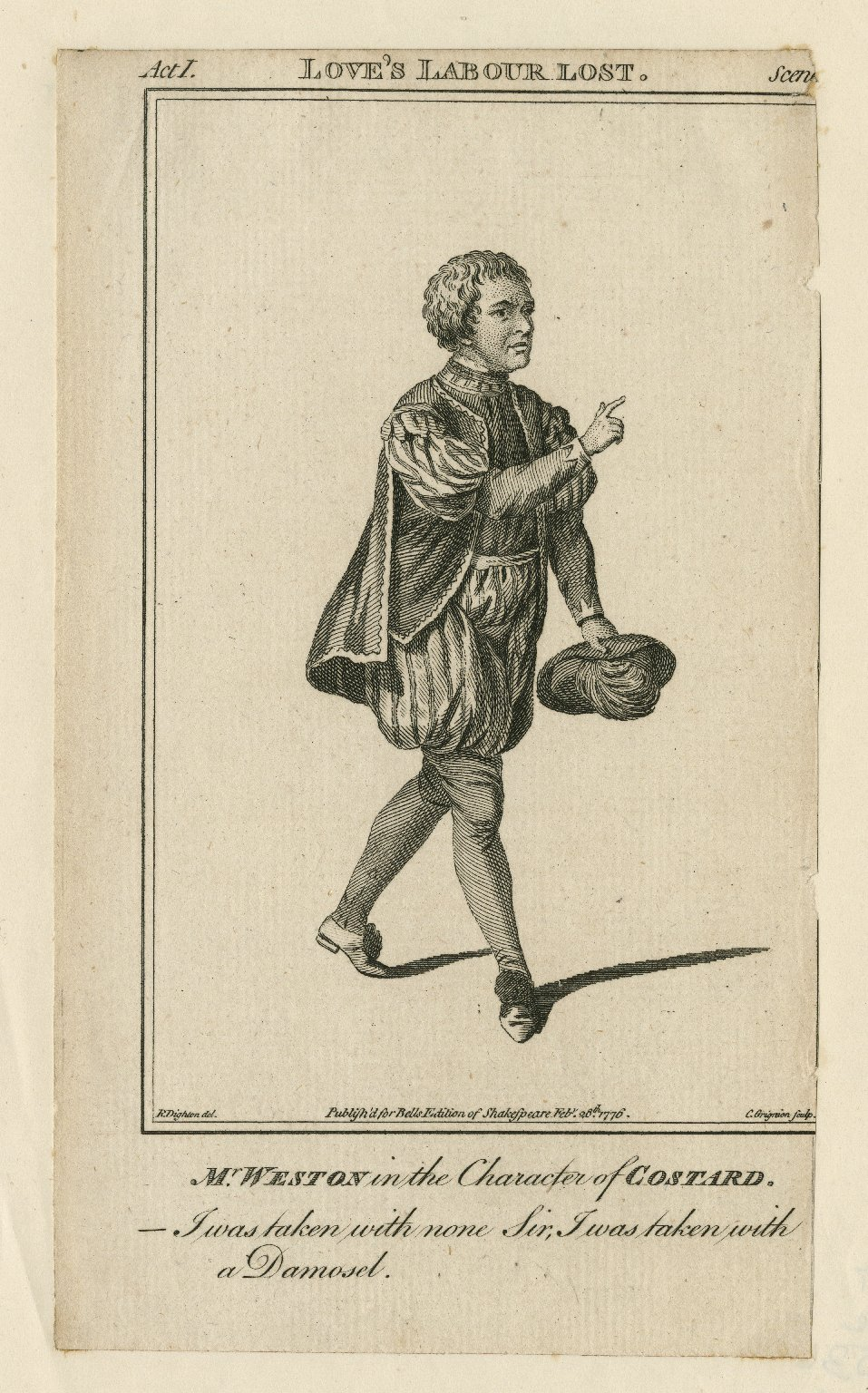
لوحة من عام 1776 من رسم شارلز جرجنيون لتوماس وستون في دور كوستارد. نشرت لأول مرة في طبعة بل لشكسبير.

كوستارد، شخصية كوميدية في مسرحية الحب مجهود ضائع لوليم شكسبير.
تم القبض عليه في بلدة ريفية في المشهد الأول بسبب انتهاكه لإعلان الملك أن على جميع رجال المحكمة تجنب رفقة النساء لمدة ثلاث سنوات. قد استخدمه رجال المحكمة حين كان في الحجز لخدمة المساعي الرومانسية الخاصة بهم. يجعل كوستارد من رجال البلاط الملكي حمقى بإرسال رسائل الحب إلى النساء الخطأ وإفشاء الأسرار من غير تفكير (بما في ذلك حمل غير مخطط له). يسخر كوستارد بمرح مع فراشة الخادم وجاكوينيتا خادمة البلدة، من الطبقة العليا.
يستخدم كوستارد كلمة «أن تكون قادرا على تحقيق الشرف» (بالإنجليزية: honorificabilitudinitatibus) بينما يسخر من مدير المدرسة المتحذلق وهي أطول كلمة حتى الآن في أعمال شكسبير. يستخدم كوستارد العديد من التورية الذكية وكذلك يستخدمها شكسبير كأداة لتوضيح كلمات جديدة مثل المكآفأة. يعتبر في بعض الأحيان واحداً من أّذكى الشخصيات في المسرحية بسبب طرافته وتلاعبه بالكلمات. اسم كوستارد مصطلح قديم لآبل أو مجازياً الرجل المدير ويستخدم شكسبير المصطلح بهذا المعنى في ريتشارد الثالث.